# CE Europa
A CE Europa, teljes nevén Club Esportiu Europa, a Franco-éra alatt Club Deportivo Europa egy spanyol labdarúgócsapat. A klubot 1907-ben alapították, jelenleg a negyedosztályban szerepel. Székhelye Katalónia fővárosa, Barcelona.

## Története

### A kezdetek
A CE Europát 1907. június 5-én alapították a Madrid de Barcelona és a Provençal egyesítésével. 1919-ben aratta első komoly sikerét, amikor megnyerte a katalán bajnokság másodosztályát.
A 20-as évek elején a második legerősebb katalán csapat volt az FC Barcelona mögött, kétszer is ez a két csapat végzett az első két helyen a katalán bajnokságban. 1923-ban sikerült meg is nyerni a bajnokságot. Ebben az időszakban érte el eddigi legkomolyabb sikerét is, 1922-ben döntőt játszhatott a kupában, ahol vereséget szenvedett az Athletic Bilbaótól.
Alapító tagja volt az első országos kiterjesztésű bajnokságnak, a La Ligának. Itt három szezont töltött, majd kiesett.

### Catalunya FC
1931-ben egyesült a Gràcia FC-vel (korábban FC Espanya de Barcelona), és az új klub neve Catalunya FC lett. Az együttműködés nem volt túl sikeres, a csapat csak három másodosztályú bajnokit élt túl, ezután kénytelen volt visszalépni, hogy elkerülje a csődöt. 1932-től a klub ismét a Club Esportiu Europa nevet használta.

### Club Deportivo Europa
1941-ben Francisco Franco megtiltotta a nem spanyol nevek használatát, így a katalán Club Esportiu Club Deportivóra módosult. Ebben az időszakban sokáig a Copa Federación-győzelem volt az egyetlen komolyabb eredmény, amelyet a másod- és harmadosztályú, a kupára magukat kvalifikálni nem tudó csapatoknak rendeznek.
A 60-as években a klub ismét egy rövid, viszonylag sikeres időszakot élt át. 1962-ben, majd egy évvel később ismét megnyerte a harmadosztály küzdelmeit, majd feljutott a másodosztályba. Újoncként rögtön majdnem sikerült a feljutás, mindössze egy hellyel maradt le a feljutást érő pozícióktól. A következő években folyamatos visszaesés következett, majd öt év másodosztálybeli tagság után ismét visszacsúszott a Tercera Divisiónba.

### Copa Catalunya-sikerek
1997-ben és 1998-ban ugyancsak megnyerte a Copa Catalunya elnevezésű, katalán csapatok számára kiírt kupasorozatot. Mindkétszer az FC Barcelona volt az Europa ellenfele. Az első alkalommal 3-1-re, majd egy évvel később tizenegyesekkel 4-3-ra győzött a Barcelona ellen, amelyben ekkor olyan sztárok szerepeltek, mint Hriszto Sztoicskov, Sergi vagy Michael Reiziger.

## Jelenlegi keret
| #  |     | Poszt | Név              |
| -- | --- | ----- | ---------------- |
| 1  | ESP | K     | Joan Cañadas     |
| 25 | ESP | K     | Álex Belsun      |
| 1  | ESP | V     | Aitor Olmo       |
| 3  | ESP | V     | Diego Raúl       |
| 4  | ESP | V     | Àlex Cano        |
| 5  | ESP | V     | Raúl Pociello    |
| 16 | ESP | V     | Alberto González |
| 18 | ESP | V     | Daniel Ortega    |
| 22 | ESP | V     | Narcís Barrera   |
| 6  | ESP | KP    | Ivan Álvarez     |
| 8  | ESP | KP    | Ramon Gatell     |

| #  |     | Poszt | Név                   |
| -- | --- | ----- | --------------------- |
| 10 | ESP | KP    | Àlex Delmàs           |
| 11 | ESP | KP    | Aitor González        |
| 14 | ESP | KP    | Daniel Valderas       |
| 15 | ESP | KP    | Dani Tacón            |
| 17 | ESP | KP    | Carlos Guzmán         |
| 23 | ESP | KP    | Guillem Parres        |
| 18 | ARG | CS    | Remo Bruno Forzinetti |
| 9  | ESP | CS    | Cebri Queralt         |
| 15 | ESP | CS    | Roger Segalés         |
| 19 | ESP | CS    | Jordi Sánchez         |
| 21 | ESP | CS    | Ramon Rovira          |

## Sikerek
- Copa del Rey:
  - Döntős: 1922–23
- Campionat de Cataunya:
  - Győztes: 1922–23
  - Második: 1920–21, 1921–22, 1923–24, 1926–27, 1927–28, 1928-29
- Copa Catalunya:
  - Győztes: 1996–97, 1997–98, 2014-15
- Tercera División:
  - Győztes: 1961–62, 1962–63 (harmadosztály)

## Statisztika
| Szezon  | Osztály | Poz. | Copa del Rey |
| ------- | ------- | ---- | ------------ |
| 1929    | 1ª      | 8.   |              |
| 1929/30 | 1ª      | 9.   |              |
| 1930/31 | 1ª      | 10.  |              |
| 1951/52 | 3ª      | 9.   |              |
| 1952/53 | 3ª      | 5.   |              |
| 1953/54 | 3ª      | 4.   |              |
| 1954/55 | 3ª      | 9.   |              |
| 1955/56 | 3ª      | 4.   |              |
| 1956/57 | 3ª      | 4.   |              |
| 1957/58 | 3ª      | 3.   |              |
| 1958/59 | 3ª      | 5.   |              |
| 1959/60 | 3ª      | 10.  |              |
| 1960/61 | 3ª      | 5.   |              |
| 1961/62 | 3ª      | 1.   |              |

| Szezon  | Osztály    | Poz. | Copa del Rey |
| ------- | ---------- | ---- | ------------ |
| 1962/63 | 3ª         | 1.   |              |
| 1963/64 | 2ª         | 3.   |              |
| 1964/65 | 2ª         | 13.  |              |
| 1965/66 | 2ª         | 14.  |              |
| 1966/67 | 2ª         | 6.   |              |
| 1967/68 | 2ª         | 14.  |              |
| 1968/69 | 3ª         | 6.   |              |
| 1969/70 | 3ª         | 4.   |              |
| 1970/71 | 3ª         | 5.   |              |
| 1971/72 | 3ª         | 16.  |              |
| 1972/73 | 3ª         | 10.  |              |
| 1973/74 | 3ª         | 18.  |              |
| 1974/75 | Regionális | —    |              |
| 1975/76 | Regionális | —    |              |

| Szezon  | Osztály    | Poz. | Copa del Rey |
| ------- | ---------- | ---- | ------------ |
| 1976/77 | Regionális | —    |              |
| 1977/78 | 3ª         | 11.  |              |
| 1978/79 | 3ª         | 17.  |              |
| 1979/80 | 3ª         | 16.  |              |
| 1980/81 | 3ª         | 17.  |              |
| 1981/82 | 3ª         | 13.  |              |
| 1982/83 | 3ª         | 11.  |              |
| 1983/84 | 3ª         | 6.   |              |
| 1984/85 | 3ª         | 4.   |              |
| 1985/86 | 3ª         | 15.  |              |
| 1986/87 | Regionális | —    |              |
| 1987/88 | Regionális | —    |              |
| 1988/89 | Regionális | —    |              |
| 1989/90 | 3ª         | 5.   |              |
| 1990/91 | 3ª         | 13.  |              |
| 1991/92 | 3ª         | 16.  |              |
| 1992/93 | 3ª         | 14.  |              |
| 1993/94 | 3ª         | 4.   |              |

| Szezon  | Osztály    | Poz. | Copa del Rey |
| ------- | ---------- | ---- | ------------ |
| 1994/95 | 2ªB        | 19.  |              |
| 1995/96 | 3ª         | 2.   |              |
| 1996/97 | 3ª         | 4.   |              |
| 1997/98 | 3ª         | 8.   |              |
| 1998/99 | 3ª         | 3.   |              |
| 1999/00 | 3ª         | 6.   |              |
| 2000/01 | 3ª         | 3.   |              |
| 2001/02 | 3ª         | 17.  |              |
| 2002/03 | 3ª         | 14.  |              |
| 2003/04 | 3ª         | 17.  |              |
| 2004/05 | Regionális | —    |              |
| 2005/06 | 3ª         | 13.  |              |
| 2006/07 | 3ª         | 14.  |              |
| 2007/08 | 3ª         | 11.  |              |
| 2008/09 | 3ª         | 11.  |              |
| 2009/10 | 3ª         | 8.   |              |
| 2010/11 | 3ª         | —    |              |

## Ismertebb játékosok
- Antonio de la Cruz
- Manel Cros
- Marià Gonzalvo
- Antoni Ramallets
- Eulogio Martínez
- Czibor Zoltán

## Himnusz
Europa, Europa, Europa sempre endavant !!
no tinguem por del que vindrà
el futur hem de guanyar !!
Europa, Europa, Europa sempre endavant !!
que la nostra fe en la victòria
a tothom faci vibrar
Portem amb orgull el blau escapulari
sentim els colors ben endintre del cor
Europa, Europa, Europa sempre endavant !!
que la nostra fe en la victòria
a tothom faci vibrar...
i que la nostra gran història
poc a poc poguem retrobar
EUROPA, EUROPA, EUROPA... ENDAVANT, ENDAVANT !!

## Külső hivatkozások
- Hivatalos weboldal
- Penya Torcida Escapulada
- Caliu Gracienc szurkolói klub
- Futbolme.com
- Katalán bajnoki statisztika
- Copa Catalunya-statisztika